# Johann Albiez
Johann Fridolin Albiez, auch Salpeterer-Hans, (* 1654 in Buch; † 29. September 1727 in Freiburg im Breisgau) war ein deutscher Landwirt, Salpetersieder und Einungsmeister der Einung Birndorf. Als über Siebzigjähriger wurde er zum Anführer der Salpetererunruhen aufständischer Bauern der Grafschaft Hauenstein im Hotzenwald.
Albiez genoss großes Ansehen im Hotzenwald. Sein Aufbegehren gegen den Dogener Rezeß das Kloster St. Blasien und seine Forderungen nach den „alten Rechten und Freiheiten“ der Hauensteinischen Selbstverwaltung fand Gehör. Im Frühsommer 1726 reiste er nach Wien und konnte Kaiser Karl VI. ein Memoriale überreichen, wurde aber letztlich durch ein Polizeiverbot abgewiesen. Weitere Besuche am Wiener Hof wurden untersagt und die Abweisung an die Regierung in Freiburg befohlen. Auf Versammlungen vertrat er die Ansicht seine Memoriale seien in Wien angenommen worden was jedoch vom Waldvogt Franz Leopold von Beck zu Willmendingen als Aufbegehren angesehen wurde, er machte Meldung nach Freiburg und Albiez wurde auf den 26. Oktober 1726 vorgeladen. Er begab sich daher nach Freiburg in der Meinung seine Ansichten darlegen und sich verteidigen zu können wurde jedoch in dem damaligen vorderösterreichischen Regierungssitz, im Gasthaus „Bären“ unter Arrest gestellt. Dort starb er am 29. September 1727.
Im Dezember 1727 wurde Franz II. Schächtelin neuer Abt. Als die Bewohner der Grafschaft dem neuen Abt ein Treuegelöbnis ablegen sollten, verweigerten sie die „Huldigung“. Diese Verweigerung gegenüber einer Obrigkeit aber galt als Aufstand; als Folge wurde Militär in die Bauernhöfe einquartiert, so dass der Widerstand seiner Anhänger rasch zusammenbrach.